# Юрі Кукк
Юрі Кукк (ест. Jüri Kukk; 1 травня 1940, Пярну — 27 березня 1981, Вологда) — естонський професор хімії, політичний в'язень, помер у радянському трудовому таборі після кількох місяців голодного страйку та психіатричного лікування.

## Біографія
Юрі Кукк вийшов з комуністичної партії Радянського Союзу в 1978 році, і, як наслідок, був звільнений з посади професора хімії Тартуського університету. Йому також відмовили у дозволі на еміграцію.
В лютому 1980 року Юрі Кукк був заарештований за «поширення антирадянської пропаганди».